# Chiến tranh giành độc lập Ý lần thứ hai
Chiến tranh giành độc lập Ý lần thứ hai, còn gọi là Chiến tranh Pháp-Áo, Chiến tranh Sardinia, Chiến tranh Áo-Sardinia hay Chiến tranh Ý 1859 (tiếng Ý: Seconda guerra d'indipendenza Ýa; tiếng Pháp: Campagne d'Italie), là cuộc chiến mà Đệ Nhị Đế chế Pháp và Vương quốc Sardinia liên minh với nhau chiến đấu chống lại Đế quốc Áo vào năm 1859 và cuộc chiến này đóng một vai trò quan trọng trong quá trình Thống nhất Bán đảo Ý.
Một năm trước chiến tranh, trong Thỏa thuận Plombières, Pháp đã đồng ý hỗ trợ nỗ lực của Sardinia nhằm trục xuất Áo khỏi Bán đảo Ý để đổi lấy sự bồi thường lãnh thổ dưới hình thức cắt Công quốc Savoy và Bá quốc Nice cho Pháp. Hai quốc gia ký kết liên minh quân sự vào tháng 1 năm 1859. Sardinia huy động quân đội vào ngày 9 tháng 3 năm 1859, và Áo huy động vào ngày 9 tháng 4.
Vào ngày 23 tháng 4, Áo đưa ra tối hậu thư cho Sardinia yêu cầu nước này giải ngũ số quân mới điều động. Sau khi Sardinia từ chối, cuộc chiến bắt đầu vào ngày 26 tháng 4. Áo xâm lược Sardinia 3 ngày sau đó và Pháp tuyên chiến với Áo vào ngày 3 tháng 5.
Cuộc xâm lược của Áo đã bị chặn lại bởi sự xuất hiện của quân đội Pháp tại Piedmont bắt đầu vào cuối tháng 4. Quân Áo bị đánh bại trong trận Magenta vào ngày 4 tháng 6 và bị đẩy lùi về Lombardy, nơi chiến thắng của quân Pháp-Sardinia trong trận Solferino vào ngày 24 tháng 6 dẫn đến sự kết thúc của chiến tranh và các bên ký kết Hiệp định đình chiến Villafranca vào ngày 12 tháng 7.
Đế chế Áo nhượng lại Lombardy cho Pháp, sau đó Pháp lại trao nó cho Sardinia. Lợi dụng sự sụp đổ quyền lực của người Áo ở Bán đảo Ý, Sardinia sáp nhập Các tỉnh thống nhất miền Trung Ý, bao gồm Đại công quốc Toscana, Công quốc Parma, Công quốc Modena và Reggio và các lãnh thổ của Lãnh địa Giáo hoàng, vào ngày 22 tháng 3 năm 1860. Hai ngày sau, Sardinia đã nhượng lại Savoy và Nice cho Pháp theo Hiệp ước Turin như một sự đền bù cho sự trợ giúp của nước này.

## Mốc thời gian
- 27 tháng 4: 1 cuộc cách mạng hòa bình diễn ra ở Đại công quốc Tuscany khiến Thái tử Leopold II bị trục xuất và 1 chính phủ lâm thời lên nắm quyền Đại công quốc.
- 20 tháng 5: Bộ binh Pháp phối hợp cùng kỵ binh Sardinia đánh bại quân Áo gần Montebello, buộc quân Áo phải rút lui.
- 26 tháng 5: Binh đoàn "Thợ săn Alps" của Garibaldi đối đầu với quân Áo chỉ huy bởi Thống chế Áo Karl von Urban.
- 27 tháng 5: Binh đoàn "Thợ săn Alps" đánh bại Urban tại San Fermo, sau đó tiến vào Como.
- 30 tháng 5: Quân Pháp và Sardinia đánh bại quân Áo tại Trận Palestro.
- 4 tháng 6: Quân Pháp đánh bại quân Áo tại Trận Magenta.
- Từ 21 tháng 6 đến 24 tháng 6: Tại Trận Solferino, quân Sardinia của vua Victor Emmanuel II của Sardinia và Hoàng đế Napoleon III của Pháp đánh bại quân Áo do đích thân Tân Hoàng đế Franz Joseph của Áo tại chính Bắc Ý. Trận chiến đã truyền cảm hứng cho Henri Dunant thành lập Hội Chữ thập Đỏ.
- 11 tháng 7: Hoàng đế Franz Joseph, đối mặt nguy cơ bùng nổ cách mạng ở Hungary, gặp Napoleon III ở Villafranca, nơi họ ký hiệp định ngừng bắn.